# الحمداني
الحمداني هو أحد أنواع الخيول الأصيلة العربية معترف بها من قبل البدو من أصل سوري. هذا النوع موجود اليوم في إيران و تونس. الخيل الحمداني يعتبر أكبر أنواع الحصان العربي للرياضة، وتقدم لمحة استقامة. 